# Rally Dakar de 2014
El Rally Dakar de 2014, la 35.ª edición de la carrera rally raid más exigente del mundo, se realizó del 4 al 18 de enero de ese año, y por sexta vez consecutiva en América del Sur, tras la cancelación de la edición de 2008 en África por amenazas terroristas. La empresa francesa ASO (Amaury Sport Organisation) es la organizadora del Dakar, que en esta oportunidad se disputó en Argentina, Bolivia, por primera vez, y Chile.

## Recorrido
Las novedades para este rally eran los puntos de partida y llegada ubicados en la ciudad de Rosario (Argentina) y Valparaíso (Chile), respectivamente. Además, cruzó por primera vez el territorio de Bolivia, empezando por la ciudad fronteriza de Villazón, luego por la ciudad de Tupiza, después el salar de Uyuni y finalmente por Salinas de Garci Mendoza del departamento de Oruro, aunque sólo lo realizaron las motos y cuatriciclos en una «etapa maratón» en la que no recibieron asistencia técnica. El recorrido total para las motos fue de 8734 km; para los coches de 9374 km; y para los camiones de 9188 km.

## Participantes
El número de vehículos participantes inscritos antes de la salida, ascendía a 196 motos, 47 cuadriciclos, 154 automóviles, y 75 camiones, que representaban a 50 nacionalidades. Además, nueve mujeres tomaron parte del rally. La lista oficial, tras la fase de verificaciones técnicas administrativas, dio como resultado un total de 431 vehículos participantes, que comprendían 174 motos, 40 cuadriciclos, 147 coches y 70 camiones.

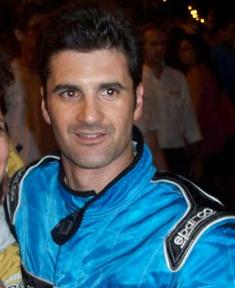
Emiliano Spataro

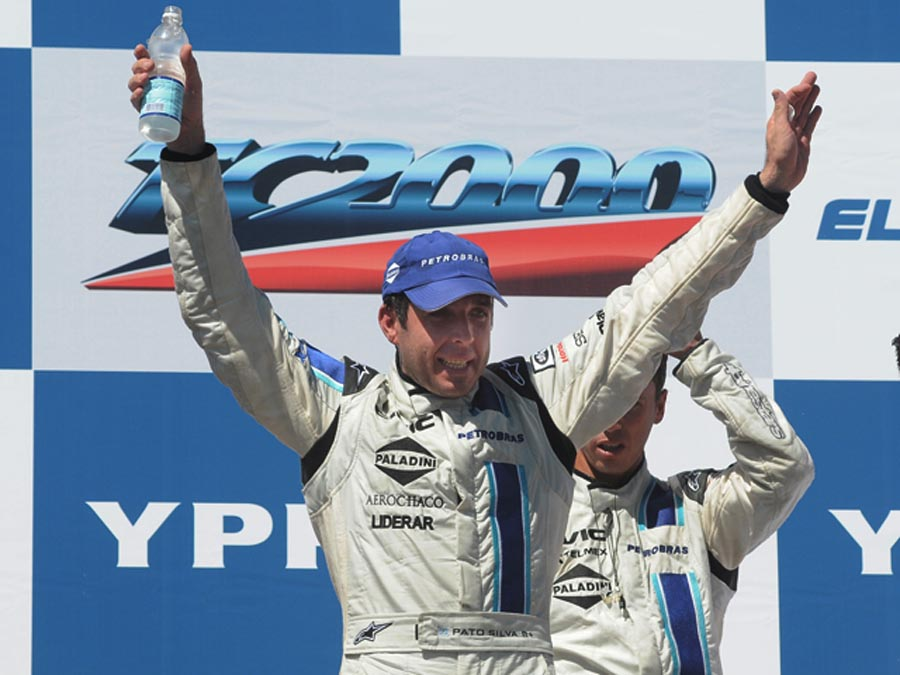
Juan Manuel Silva

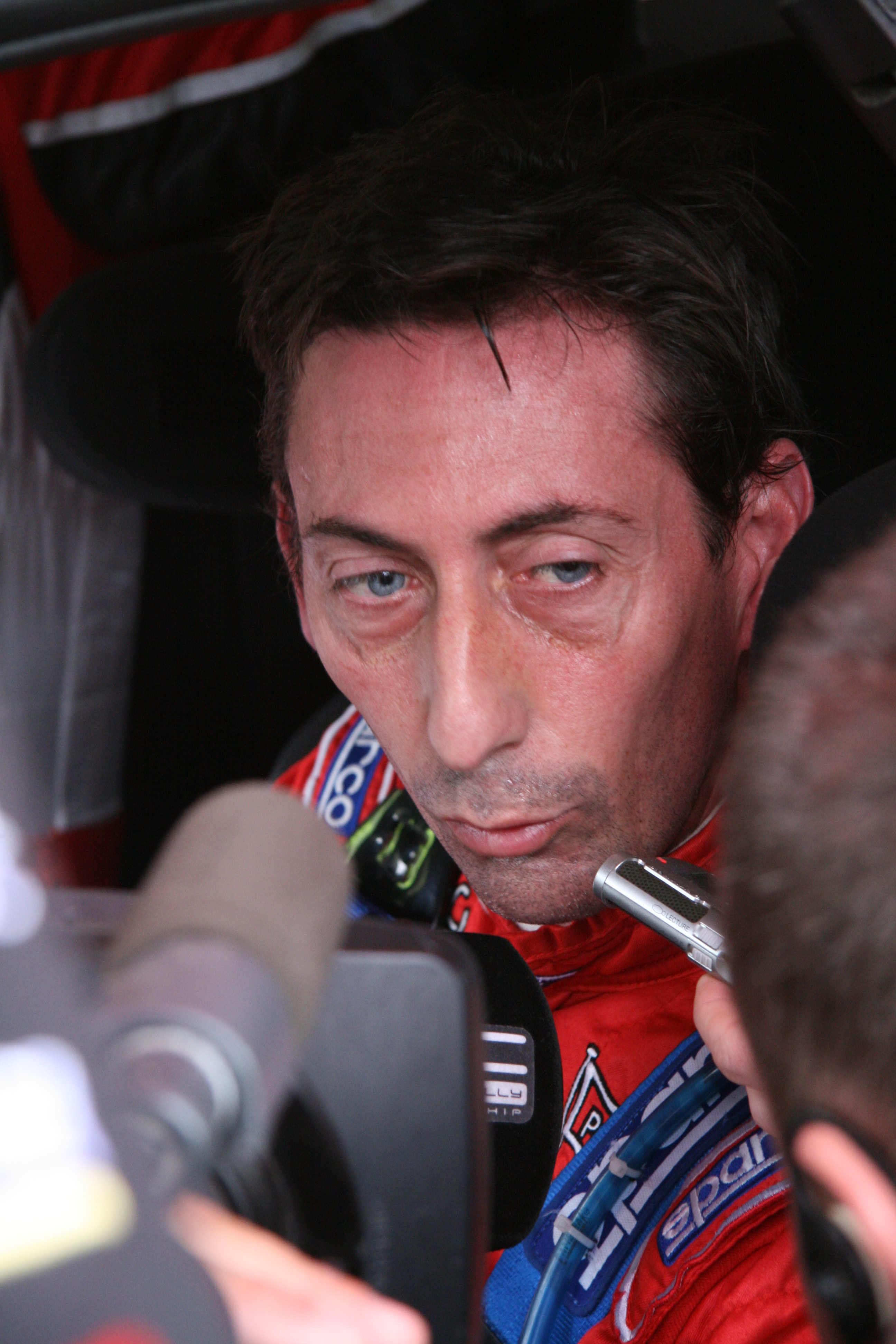
Federico Villagra en su primera participación en el Rally Dakar.

### Pilotos latinoamericanos en categoría autos
En las carreras de autos del Rally Dakar 2014  participaron  50 pilotos de Latinoamérica. Argentina contó con 26 pilotos, Chile con 8, Bolivia con 5, Perú y Colombia con 3, Brasil con 2 y México, Paraguay y Ecuador con sólo un representante.[cita requerida]
| Orlando Terranova          | Mini                 | Bandera de Argentina |
| Lucio Álvarez              | Ford                 | Bandera de Argentina |
| Emiliano Spataro           | Renault              | Bandera de Argentina |
| Federico Villagra          | Mini                 | Bandera de Argentina |
| Adrián Yacopini            | BMW                  | Bandera de Argentina |
| José García                | Renault              | Bandera de Argentina |
| Víctor Mastromatteo        | Chevrolet            | Bandera de Argentina |
| Lino Sisterna              | Volvo                | Bandera de Argentina |
| Alejandro Yacopini         | Toyota               | Bandera de Argentina |
| Juan Manuel Silva          | Bandera de Argentina |                      |
| Ricardo Martínez           | Volkswagen           | Bandera de Argentina |
| José Antonio Blangino      | Polaris              | Bandera de Argentina |
| José Luis Di Palma         | Toyota               | Bandera de Argentina |
| Omar Gándara               | Toyota               | Bandera de Argentina |
| Eduardo Osvaldo Amor       | Toyota               | Bandera de Argentina |
| José Luis González         | Toyota               | Bandera de Argentina |
| Juan José Barbery          | Buggy                | Bandera de Argentina |
| Demetrio Lamtzev           | Toyota               | Bandera de Argentina |
| Martín Maldonado           | Mercedes             | Bandera de Argentina |
| Daniel Marrocchi           | Buggy                | Bandera de Argentina |
| Roberto Naivirt            | Toyota               | Bandera de Argentina |
| Andrés Reginato            | Toyota               | Bandera de Argentina |
| Alicia Reina               | Toyota               | Bandera de Argentina |
| José Luis Locascio         | Toyota               | Bandera de Argentina |
| Rafael Sánchez             | Hyundai              | Bandera de Argentina |
| Miguel Alberto Santorelli  | JEEP Estanciera      | Bandera de Argentina |
| Marco Bulacia              | Toyota               | Bandera de Bolivia   |
| Miguel Bulacia             | Toyota               | Bandera de Bolivia   |
| Ramiro Menacho             | Toyota               | Bandera de Bolivia   |
| Ernesto Eterovic           | Rally Raid UK        | Bandera de Bolivia   |
| Luis Barbery               | Toyota               | Bandera de Bolivia   |
| Guilherme Spinelli         | Mitsubishi           | Bandera de Brasil    |
| Reinaldo Marques Varela    | Mitsubishi           | Bandera de Brasil    |
| Boris Garafulic            | Mini                 | Bandera de Chile     |
| Luis Eguiguren             | Foton Motor          | Bandera de Chile     |
| Javier Campillay           | -                    | Bandera de Chile     |
| Rodrigo Moreno Piazzoli    | Toyota               | Bandera de Chile     |
| Álvaro Chicharro           | Foton Motor          | Bandera de Chile     |
| Antonio Hasbún             | Buggy                | Bandera de Chile     |
| Hernán Garcés              | Toyota               | Bandera de Chile     |
| Rodrigo Illanes            | Can-Am               | Bandera de Chile     |
| Antonio Marmolejo          | Toyota               | Bandera de Colombia  |
| Iván Moreno                | Toyota               | Bandera de Colombia  |
| Juan Manuel Linares        | Proto Sidicars       | Bandera de Colombia  |
| Sebastián Guayasamin       | Toyota               | Bandera de Ecuador   |
| Oscar Uribe                | Polaris              | Bandera de México    |
| Milciades Fretes           | Great Wall           | Bandera de Paraguay  |
| Luis Felipe Pinillos       | Volkswagen           | Bandera de Perú      |
| Fernando Ferrand Malatesta | Volkswagen           | Bandera de Perú      |
| Tomás Hirahoka             | Mitsubishi           | Bandera de Perú      |

## Desarrollo

### Motos

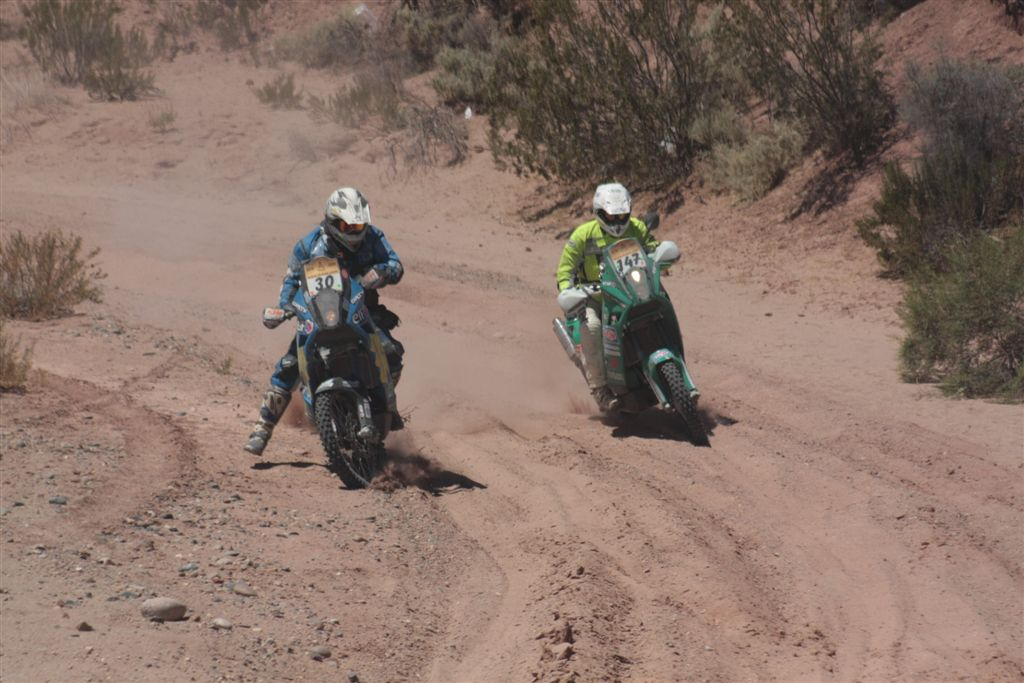
Motos

Marc Coma (KTM) ganó por cuarta ocasión la carrera de motos del rally. El catalán se hizo del primer lugar de la tabla general desde la quinta etapa, acortada por altas temperaturas, y desplazó a Joan Barreda Bort (Honda) quien iba liderando la prueba, pero perdió más de 41 minutos de ventaja en esa misma jornada. Las siguientes posiciones del podio en las etapas finales se encontraban disputadas entre cuatro corredores, siendo Jordi Viladoms (KTM) y el francés Olivier Pain (Yamaha) los que ocuparon el segundo y tercer puesto al final del rally.  
El campeón del 2013, Cyril Despres (Yamaha), cayó a la octava posición de la clasificación general en el segundo día de competencia, pero se posicionó en el cuarto lugar al final de la carrera. Por otra parte, la única mujer en la categoría, Laia Sanz (Honda), llegó en la decimosexta posición.

### Cuatrimotos
El chileno Ignacio Casale (Yamaha) resultó victorioso en la categoría de las cuatrimotos, por lo que interrumpió el dominio argentino en 

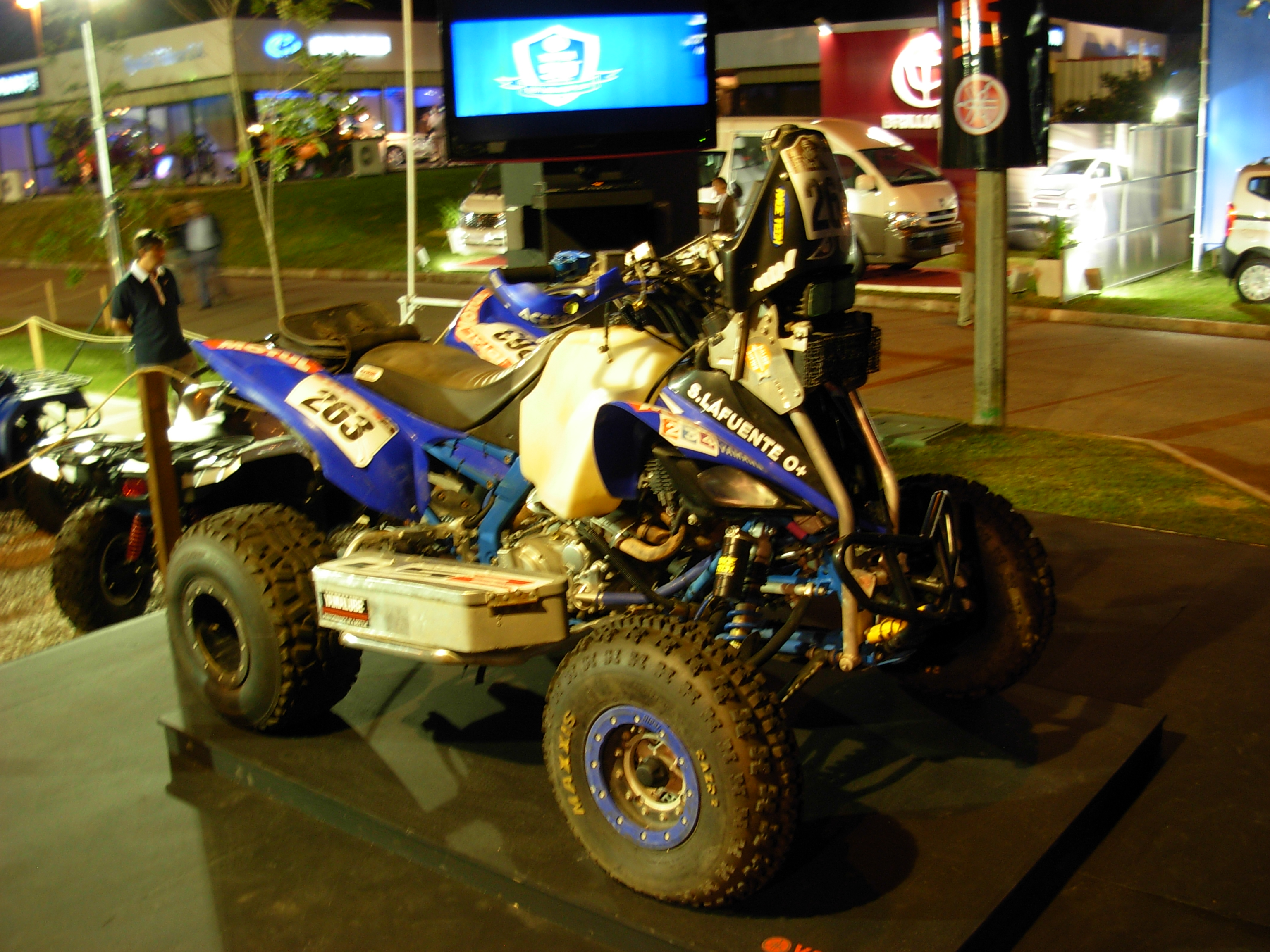
Yamaha Raptor 700

las cuatro ediciones anteriores por los hermanos Patronelli. Él se había ubicado en el primer puesto de la tabla general en la primera jornada, pero lo cedió en las dos etapas siguientes. Casale recuperó el liderato en la cuarta etapa, aprovechando un error de navegación de sus principales rivales, Rafal Sonik (Yamaha) y Sergio Lafuente (Yamaha).
Casale volvió a perder el primer lugar en la quinta etapa, ante el mismo Lafuente al haber sido penalizado con una hora por haberse saltado un punto de control en la incompleta quinta etapa. Pese a todo, retornó a la punta al entrar al territorio boliviano, aunque con ventaja de seis minutos sobre el uruguayo, quien quedó fuera de la carrera en la undécima etapa al fallar el motor de su vehículo. El podio fue completado por el polaco Rafal Sonik y el neerlandés Sebastian Husseini (Honda).
Por su parte, Marcos Patronelli —quien buscaba el segundo título consecutivo y el tercero de su carrera— había tomado la primera posición de la tabla general de la segunda etapa, pero sufrió un accidente que dejó destrozado su vehículo en la etapa siguiente rumbo a San Juan, por lo que quedó fuera de competencia.

### Coches

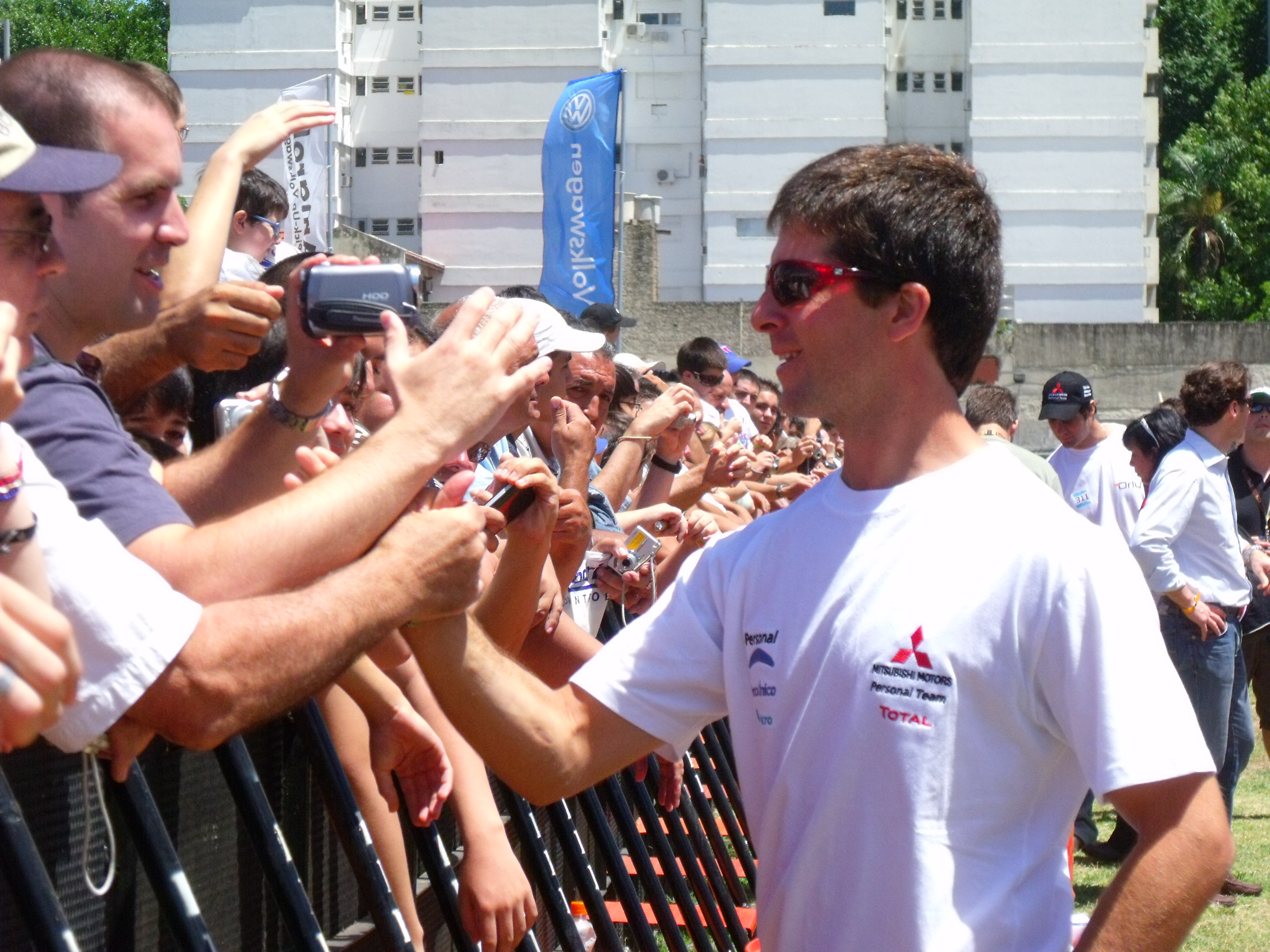
Orlando Terranova, ganador de la etapa 11.

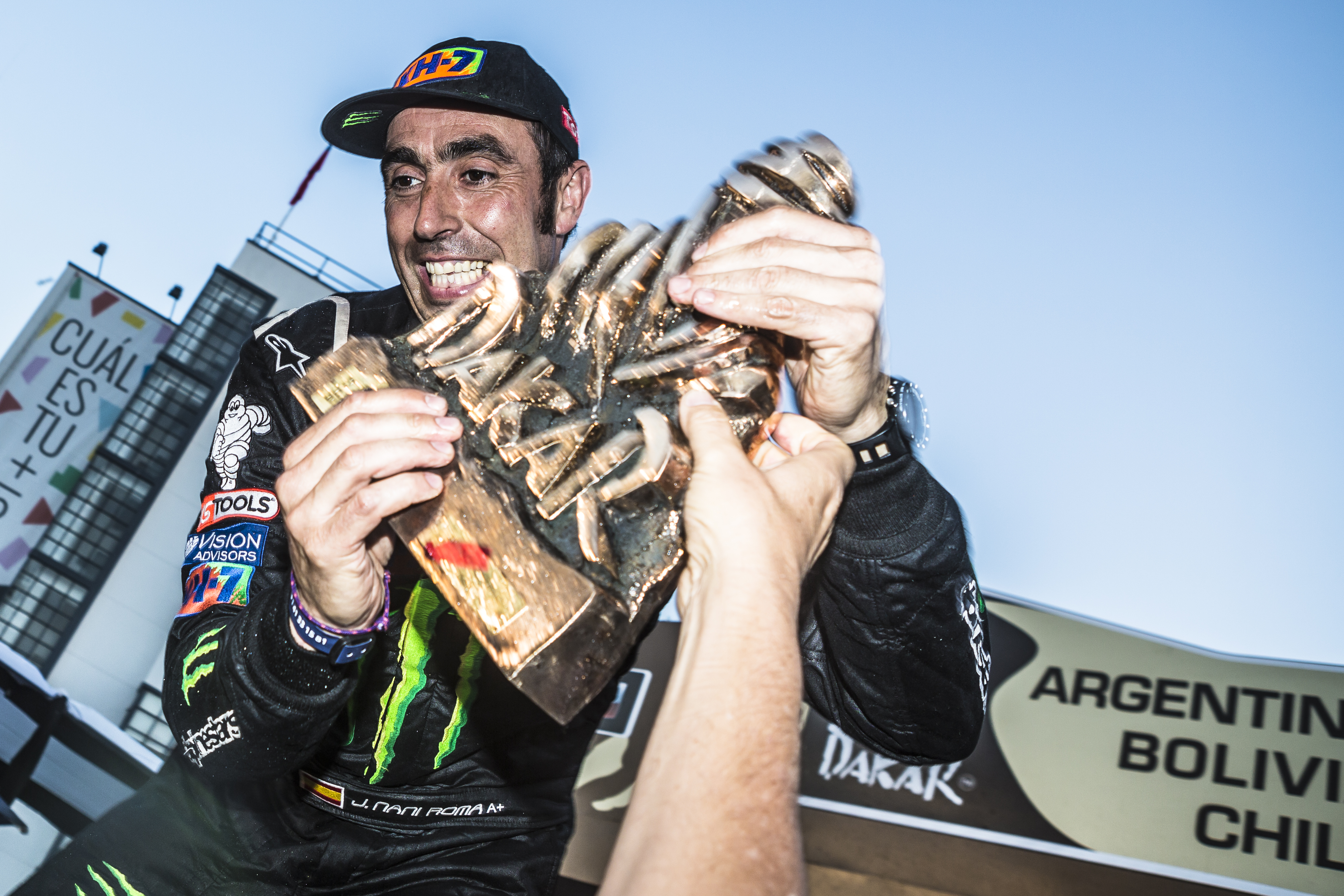
Nani Roma, festejando su primer título en Autos.

Nani Roma (MINI) se adjudicó su segunda victoria en el Rally Dakar, esta vez en la categoría de coches, ya que en el 2004 había triunfado en las motos. 

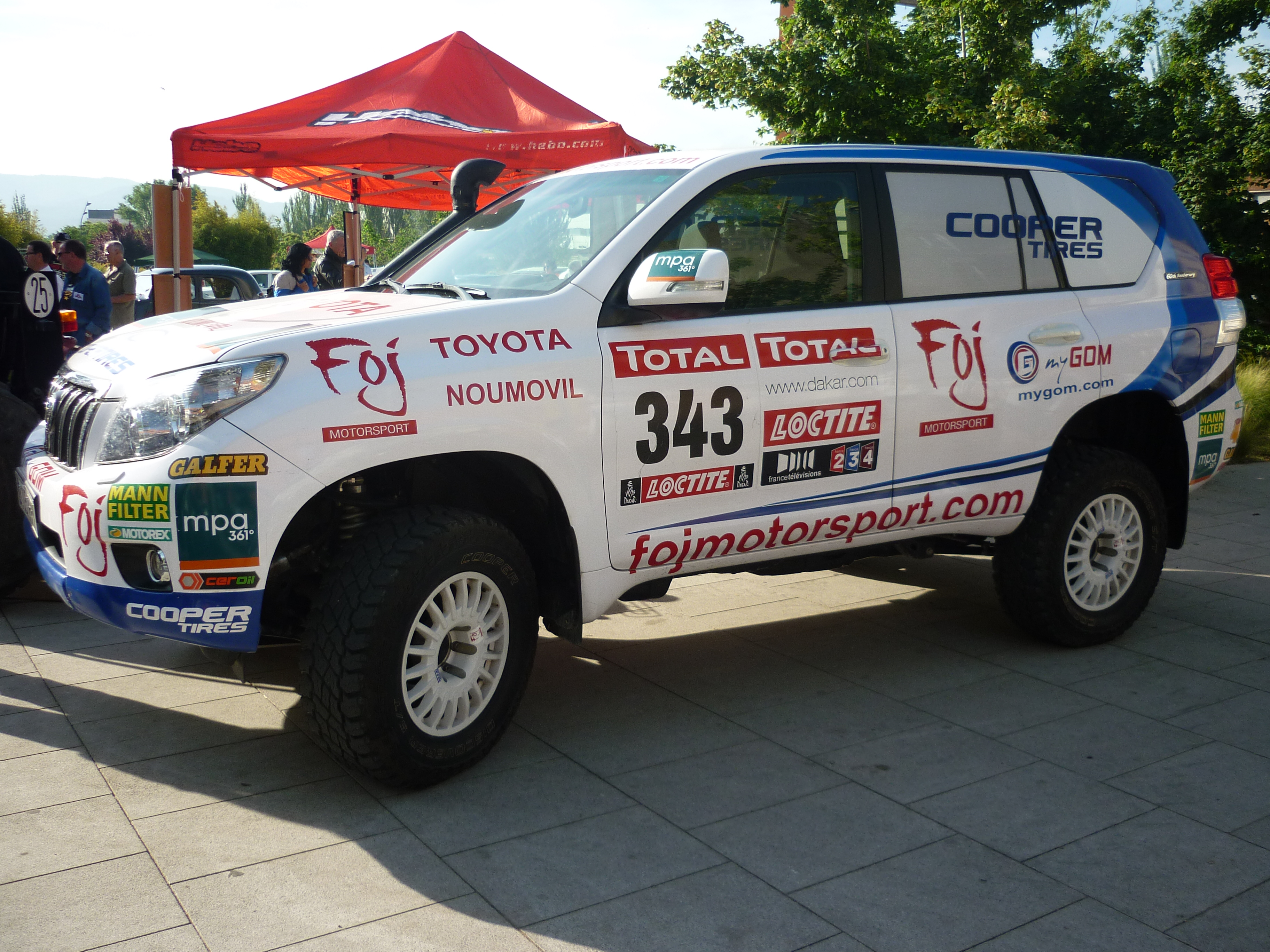
Toyota Land Cruiser, una de las camionetas más usadas en esta edición.

Sin embargo, la carrera se desarrolló con varios pasajes emocionantes y otros frustrantes para los pilotos. Para el caso, en las primeras cuatro etapas hubo un cambio de liderato entre diferentes participantes (Sousa, Peterhansel, Roma, Sainz), pero fue Nani Roma el que alcanzó el primer puesto en la dura quinta etapa que se corrió incompleta y de la que salió bien librado situándose a 31 minutos del hasta entonces segundo puesto, Orlando Terranova (MINI).
Por su parte, Stéphane Peterhansel (MINI), quien se presentó para conseguir su tercer rally consecutivo, se había posicionado en el primer puesto en la segunda etapa, pero en la tercera jornada las llantas de su vehículo MINI se pincharon en varias ocasiones lo que le relegó a la quinta posición en la tabla general hasta ese día y a 24 minutos del líder Nani Roma. Pese a todo, «Monsieur Dakar» logró la proeza de recortar a 12 minutos la distancia con Roma, cuando éste perdió tiempo en las dunas de Iquique. En la décima etapa la diferencia se redujo a 2' 15". Sin embargo, el equipo a cargo de los vehículos MINI —que ocupaban el podio hasta la undécima etapa— decidió que Peterhansel «rebajara el ritmo» para asegurar estas posiciones, algo que el francés aceptó a regañadientes.
Pero la situación volvió a dar un vuelco en la penúltima etapa entre Antofagasta y El Salvador, cuando un pinchazo en el vehículo de Roma —a lo que se agregó el quedarse varado en una duna—, propició que Peterhansel tomara nuevamente el liderato apenas a 26 segundos por delante de Roma en la tabla general. El último día con rumbo a Valparaíso, y cumpliendo con la decisión del equipo,  se resolvió a favor de Roma cuando extendió la ventaja que quedó finalmente en 5' 28" sobre el multicampeón Peterhansel.
Nasser Al-Attiyah completó el podio para los coches MINI, a 56' 52" de distancia de Peterhansel, aunque cabe agregar que sufrió una penalización de una hora al saltarse un punto de control en la sexta etapa, lo que fue decisivo para no alcanzar una mejor ubicación.

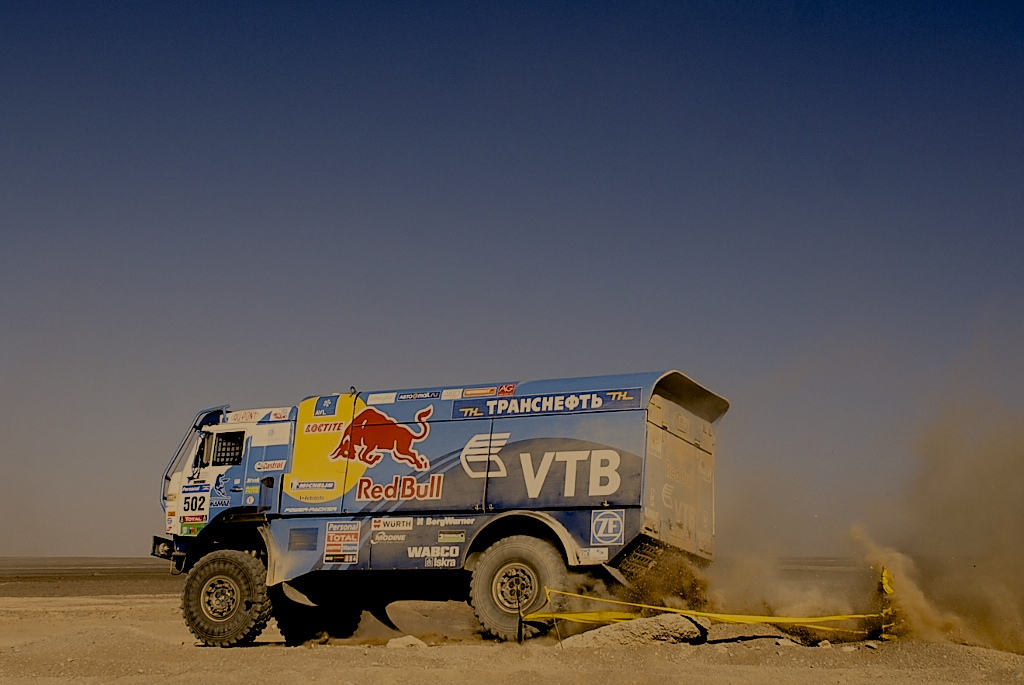
Kamaz

### Camiones
El ruso Andrey Karginov triunfó en los camiones a bordo de un vehículo Kamaz con una diferencia de 3' 11" por delante del neerlandés Gerard de Rooy (Iveco). De Rooy había tenido el liderato desde la segunda etapa y desde entonces llegó a tener hasta 37 minutos con respecto a su más cercano perseguidor, el mismo Andrey Karginov, pero este llegó a recortar a 13 minutos la distancia en la novena etapa que le había generado problemas a de Rooy en las dunas del territorio chileno. Ya en la undécima jornada Karginov se hizo del primer puesto al solventar las dunas, mientras de Rooy tenía problemas con una pinchadura. El tercer puesto fue para Eduard Nikolaev (Kamaz), campeón del 2013.

## Etapas
- La distancia del sector cronometrado en la tercera etapa del rally, fue modificada por las intensas lluvias. Las motos y cuadriciclos partieron desde el kilómetro 130 por delante de la línea original de salida.[27]
- Debido a las altas temperaturas, la ruta cronometrada de la quinta etapa del rally se realizó con la mitad recorrido.[28]
- En la séptima etapa se recortaron 103 km del tramo cronometrado para las motos y cuatrimotos, debido a malas condiciones climatológicas.[29]

| 1  | 5 de enero  | Rosario                  | San Luis                 |                          |                          |                          |                          |                          |                          |                          |                          |
| 2  | 6 de enero  | San Luis                 | San Rafael               |                          |                          |                          |                          |                          |                          |                          |                          |
| 3  | 7 de enero  | San Rafael               | San Juan                 |                          |                          |                          |                          |                          |                          |                          |                          |
| 4  | 8 de enero  | San Juan                 | Chilecito                |                          |                          |                          |                          |                          |                          |                          |                          |
| 5  | 9 de enero  | Chilecito                | San Miguel de Tucumán    |                          |                          |                          |                          |                          |                          |                          |                          |
| 6  | 10 de enero | San Miguel de Tucumán    | Salta                    |                          |                          |                          |                          |                          |                          |                          |                          |
|    | 11 de enero | Día de descanso en Salta | Día de descanso en Salta | Día de descanso en Salta | Día de descanso en Salta | Día de descanso en Salta | Día de descanso en Salta | Día de descanso en Salta | Día de descanso en Salta | Día de descanso en Salta | Día de descanso en Salta |
| 7  | 12 de enero | Salta                    | Salta (A&C) Uyuni (M&Q)  |                          |                          |                          |                          |                          |                          |                          |                          |
| 8  | 13 de enero | Salta (A&C) Uyuni (M&Q)  | Calama                   |                          |                          |                          |                          |                          |                          |                          |                          |
| 9  | 14 de enero | Calama                   | Iquique                  |                          |                          |                          |                          |                          |                          |                          |                          |
| 10 | 15 de enero | Iquique                  | Antofagasta              |                          |                          |                          |                          |                          |                          |                          |                          |
| 11 | 16 de enero | Antofagasta              | El Salvador              |                          |                          |                          |                          |                          |                          |                          |                          |
| 12 | 17 de enero | El Salvador              | La Serena                |                          |                          |                          |                          |                          |                          |                          |                          |
| 13 | 18 de enero | La Serena                | Valparaíso               |                          |                          |                          |                          |                          |                          |                          |                          |

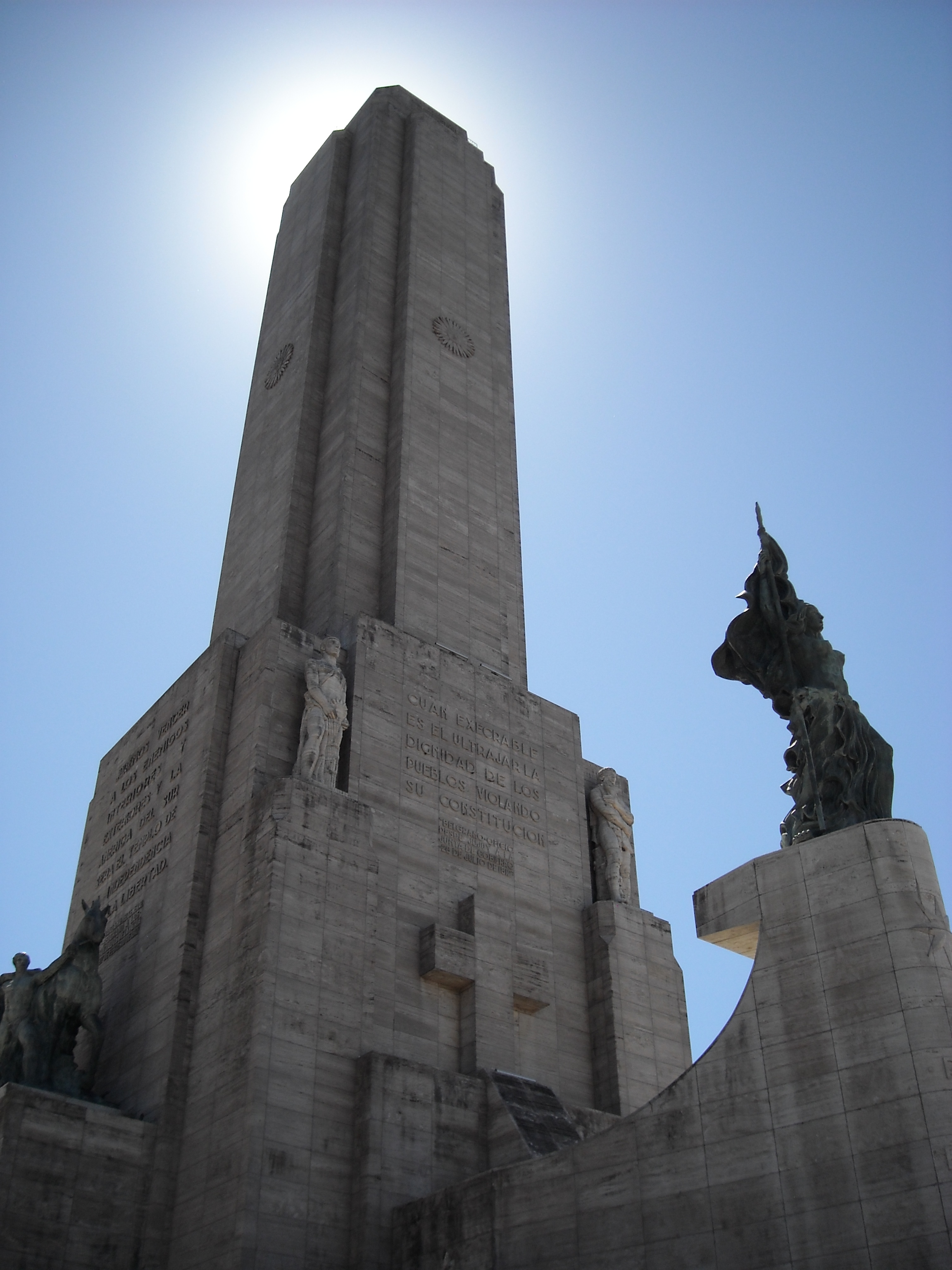
La largada «simbólica» del rally se llevó a cabo el día 4 de enero frente al Monumento histórico nacional a la Bandera en la ciudad de Rosario.

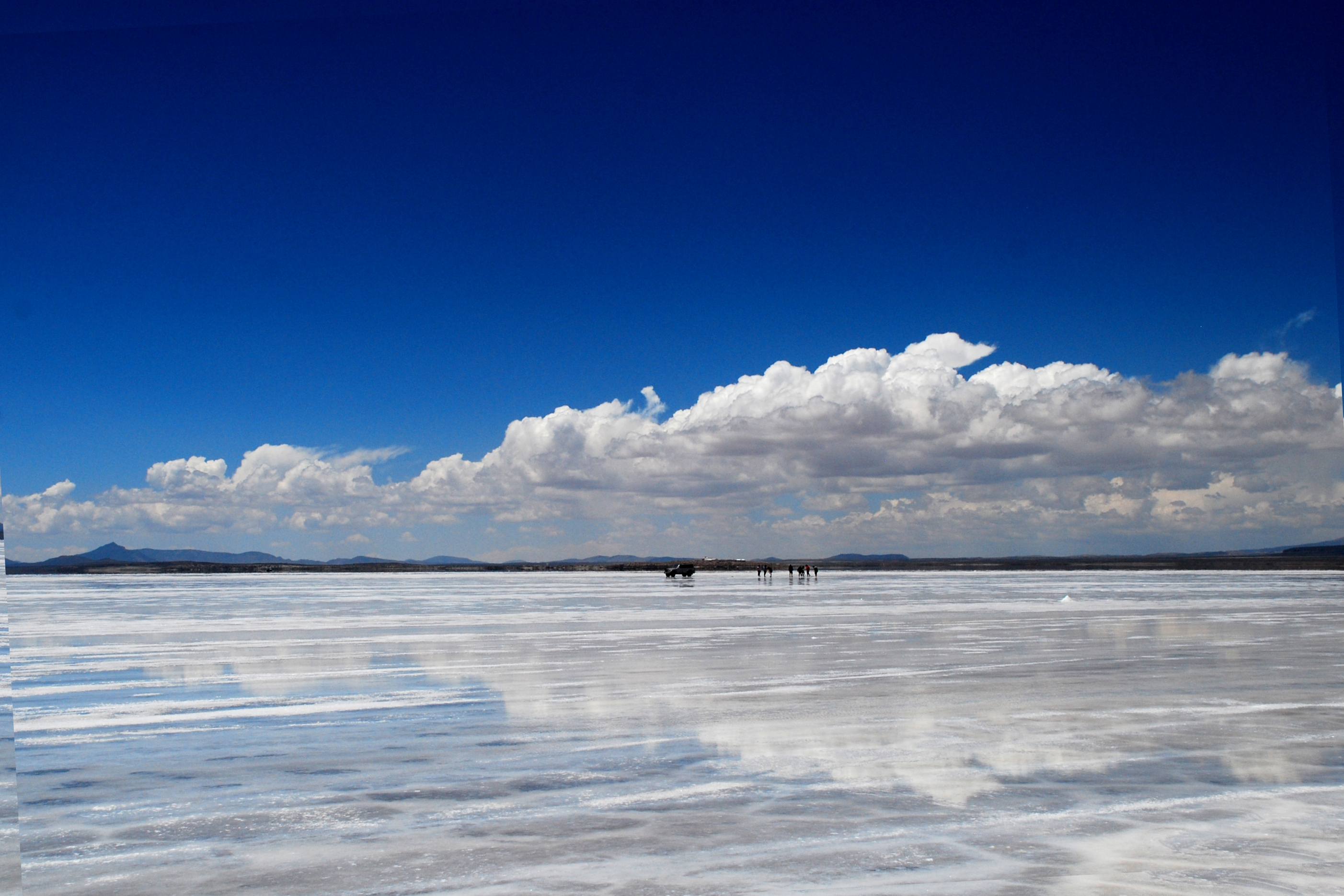
El salar de Uyuni, en Bolivia, fue punto de paso del rally.

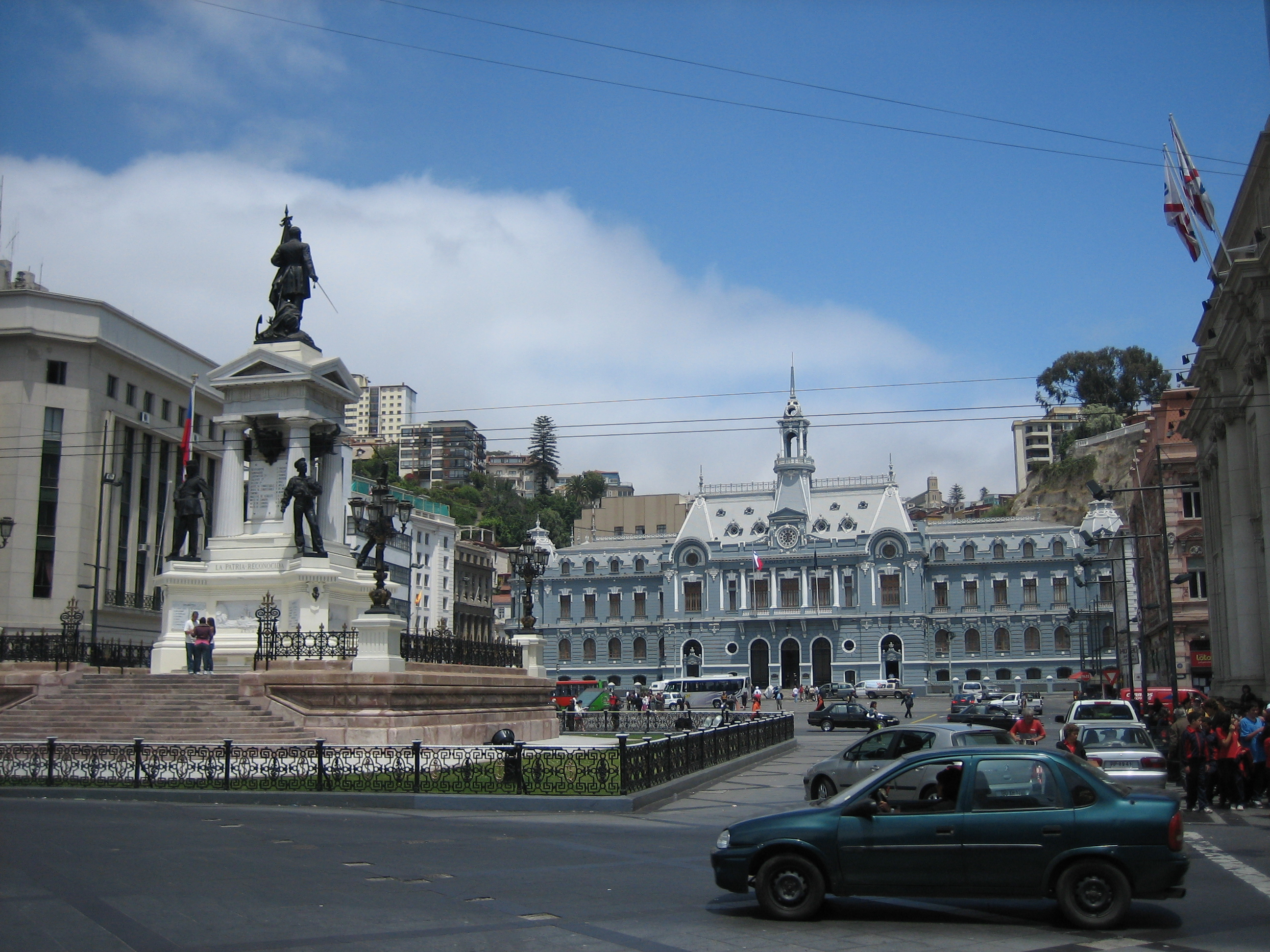
La Plaza Sotomayor en Valparaíso, lugar de la llegada del Dakar 2014.

Leyenda: M: Motocicletas; Q: Cuadriciclos (Quads); A: Automóviles; C: Camiones.

## Resultados por etapas

### Motos
| Etapa | Ganador de la etapa | Líder en la general |
| ----- | ------------------- | ------------------- |
| 1     | Joan Barreda Bort   | Joan Barreda Bort   |
| 2     | Sam Sunderland      | Joan Barreda Bort   |
| 3     | Joan Barreda Bort   | Joan Barreda Bort   |
| 4     | Juan Pedrero García | Joan Barreda Bort   |
| 5     | Marc Coma           | Marc Coma           |
| 6     | Alain Duclos        | Marc Coma           |
| 7     | Joan Barreda Bort   | Marc Coma           |
| 8     | Cyril Despres       | Marc Coma           |
| 9     | Marc Coma           | Marc Coma           |
| 10    | Joan Barreda Bort   | Marc Coma           |
| 11    | Cyril Despres       | Marc Coma           |
| 12    | Cyril Despres       | Marc Coma           |
| 13    | Joan Barreda Bort   | Marc Coma           |

### Cuatrimotos
| Etapa | Ganador de la etapa | Líder en la general |
| ----- | ------------------- | ------------------- |
| 1     | Ignacio Casale      | Ignacio Casale      |
| 2     | Marcos Patronelli   | Marcos Patronelli   |
| 3     | Rafal Sonik         | Rafal Sonik         |
| 4     | Sebastian Husseini  | Ignacio Casale      |
| 5     | Sergio Lafuente     | Sergio Lafuente     |
| 6     | Rafal Sonik         | Sergio Lafuente     |
| 7     | Ignacio Casale      | Ignacio Casale      |
| 8     | Ignacio Casale      | Ignacio Casale      |
| 9     | Sebastian Husseini  | Ignacio Casale      |
| 10    | Sergey Karyakin     | Ignacio Casale      |
| 11    | Ignacio Casale      | Ignacio Casale      |
| 12    | Ignacio Casale      | Ignacio Casale      |
| 13    | Ignacio Casale      | Ignacio Casale      |

### Coches
| Etapa | Ganador de la etapa                    | Líder en la general                    |
| ----- | -------------------------------------- | -------------------------------------- |
| 1     | Carlos Sousa Miguel Ramalho            | Carlos Sousa Miguel Ramalho            |
| 2     | Stéphane Peterhansel Jean-Paul Cottret | Stéphane Peterhansel Jean-Paul Cottret |
| 3     | Nani Roma Michel Perin                 | Nani Roma Michel Perin                 |
| 4     | Carlos Sainz Timo Gottschalk           | Carlos Sainz Timo Gottschalk           |
| 5     | Nani Roma Michel Perin                 | Nani Roma Michel Perin                 |
| 6     | Stephane Peterhansel Jean-Paul Cottret | Nani Roma Michel Perin                 |
| 7     | Carlos Sainz Timo Gottschalk           | Nani Roma Michel Perin                 |
| 8     | Nasser Al-Attiyah Lucas Cruz           | Nani Roma Michel Perin                 |
| 9     | Stéphane Peterhansel Jean-Paul Cottret | Nani Roma Michel Perin                 |
| 10    | Nasser Al-Attiyah Lucas Cruz           | Nani Roma Michel Perin                 |
| 11    | Orlando Terranova Paulo Fiuza          | Nani Roma Michel Perin                 |
| 12    | Stéphane Peterhansel Jean-Paul Cottret | Stéphane Peterhansel Jean-Paul Cottret |
| 13    | Giniel de Villiers Dirk Von Zitzewitz  | Nani Roma Michel Perin                 |

### Camiones
| Etapa | Ganador de la etapa                                 | Líder en la general                          |
| ----- | --------------------------------------------------- | -------------------------------------------- |
| 1     | Ayrat Mardeev Aydar Belyaev Ayrat Israfilov         | Ayrat Mardeev Aydar Belyaev Ayrat Israfilov  |
| 2     | Gerard de Rooy Tom Colsoul Darek Rodewald           | Gerard de Rooy Tom Colsoul Darek Rodewald    |
| 3     | Andrey Karginov Andrey Mokeev Igor Devyatkin        | Gerard de Rooy Tom Colsoul Darek Rodewald    |
| 4     | Gerard de Rooy Tom Colsoul Darek Rodewald           | Gerard de Rooy Tom Colsoul Darek Rodewald    |
| 5     | Dmitry Sotnikov Vyatcheslav Mizyukaev Andrey Aferin | Gerard de Rooy Tom Colsoul Darek Rodewald    |
| 6     | Pieter Versluis Jurgen Damen Henricus Schuurmans    | Gerard de Rooy Tom Colsoul Darek Rodewald    |
| 7     | Eduard Nikolaev Evgeny Yakovlev Vladimir Rybakov    | Gerard de Rooy Tom Colsoul Darek Rodewald    |
| 8     | Andrey Karginov Andrey Mokeev Igor DevyaTkin        | Gerard de Rooy Tom Colsoul Darek Rodewald    |
| 9     | Andrey Karginov Andrey Mokeev Igor Devyatkin        | Gerard de Rooy Tom Colsoul Darek Rodewald    |
| 10    | Aleš Loprais Serge Bruynkens Radim Pustejovsky      | Gerard de Rooy Tom Colsoul Darek Rodewald    |
| 11    | Andrey Karginov Andrey Mokeev Igor Devyatkin        | Andrey Karginov Andrey Mokeev Igor Devyatkin |
| 12    | Gerard de Rooy Tom Colsoul Darek Rodewald           | Andrey Karginov Andrey Mokeev Igor Devyatkin |
| 13    | Aleš Loprais Serge Bruynkens Radim Pustejovsky      | Andrey Karginov Andrey Mokeev Igor Devyatkin |

## Clasificaciones finales
- Diez primeros clasificados en cada una de las cuatro categorías en competencia.

### Motocicletas
| Rank. | Piloto            | Marca  | Tiempo   | Diferencia |
| ----- | ----------------- | ------ | -------- | ---------- |
| 1     | Marc Coma         | KTM    | 54:50:53 | –--        |
| 2     | Jordi Viladoms    | KTM    | 56:43:20 | + 1:52:27  |
| 3     | Olivier Pain      | Yamaha | 56:50:56 | + 2:00:03  |
| 4     | Cyril Despres     | Yamaha | 56:56:31 | + 2:05:38  |
| 5     | Hélder Rodrigues  | Honda  | 57:02:02 | + 2:11:09  |
| 6     | Jakub Przygoński  | KTM    | 57:22:39 | + 2:31:46  |
| 7     | Joan Barreda Bort | Honda  | 57:44:54 | + 2:54:01  |
| 8     | Daniel Gouët      | Honda  | 58:01:27 | + 3:10:34  |
| 9     | Štefan Svitko     | KTM    | 58:41:03 | + 3:50:10  |
| 10    | David Casteu      | KTM    | 58:49:02 | + 3:58:09  |

### Cuatrimotos
| Rank. | Piloto                    | Marca  | Tiempo   | Diferencia |
| ----- | ------------------------- | ------ | -------- | ---------- |
| 1     | Ignacio Casale            | Yamaha | 68:28:04 | –          |
| 2     | Rafal Sonik               | Yamaha | 72:01:53 | + 3:33:49  |
| 3     | Sebastian Husseini        | Honda  | 74:08:28 | + 5:40:24  |
| 4     | Mohammed Abu-Issa         | Honda  | 78:35:15 | + 10:07:11 |
| 5     | Víctor Gallegos Lozic     | Honda  | 78:51:45 | + 10:23:41 |
| 6     | Jeremías González Ferioli | Yamaha | 80:18:21 | + 11:50:17 |
| 7     | Sergey Karyakin           | Yamaha | 84:08:05 | + 15:40:01 |
| 8     | Daniel Mazzucco           | Can-Am | 86:15:52 | + 17:47:48 |
| 9     | Santiago Hansen           | Yamaha | 86:19:49 | + 17:51:45 |
| 10    | Daniel Domaszewski        | Honda  | 88:53:17 | + 20:25:13 |

### Coches
| Rank. | Piloto               | Copiloto            | Marca      | Tiempo   | Diferencia |
| ----- | -------------------- | ------------------- | ---------- | -------- | ---------- |
| 1     | Nani Roma            | Michel Périn        | MINI       | 50:44:58 | –          |
| 2     | Stéphane Peterhansel | Jean-Paul Cottret   | MINI       | 50:50:36 | + 5:38     |
| 3     | Nasser Al-Attiyah    | Lucas Cruz          | MINI       | 51:41:50 | + 56:52    |
| 4     | Giniel de Villiers   | Dirk von Zitzewitz  | Toyota     | 52:04:05 | + 1:19:07  |
| 5     | Orlando Terranova    | Paulo Fiuza         | MINI       | 52:12:42 | + 1:27:44  |
| 6     | Krzysztof Hołowczyc  | Konstantin Zhiltsov | MINI       | 54:40:40 | + 3:55:42  |
| 7     | Marek Dabrowski      | Jacek Czachor       | Toyota     | 56:19:23 | + 5:34:25  |
| 8     | Christian Lavieille  | Jean-Pierre Garcin  | Great Wall | 56:20:48 | + 5:35:50  |
| 9     | Martin Kaczmarski    | Filipe Palmeiro     | MINI       | 57:43:10 | + 6:58:12  |
| 10    | Vladimir Vasilyev    | Vitaliy Yevtyekhov  | MINI       | 57:44:32 | + 6:59:34  |

### Camiones
| Rank. | Piloto           | Copilotos                             | Marca | Tiempo   | Diferencia |
| ----- | ---------------- | ------------------------------------- | ----- | -------- | ---------- |
| 1     | Andrey Karginov  | Andrey Mokeev Igor Devyatkin          | Kamaz | 55:00:28 | -----      |
| 2     | Gerard de Rooy   | Tom Colsoul Darek Rodewald            | Iveco | 55:03:39 | + 3:11     |
| 3     | Eduard Nikolaev  | Evgeny Yakovlev Vladimir Rybakov      | Kamaz | 56:35:20 | + 1:34:52  |
| 4     | Dmitry Sotnikov  | Vyatcheslav Mizyukaev Andrey Aferin   | Kamaz | 58:22:38 | + 3:22:10  |
| 5     | Anton Shibalov   | Robert Amatych Almaz Khisamiev        | Kamaz | 59:37:53 | + 4:37:25  |
| 6     | Aleš Loprais     | Serge Bruynkens Radim Pustějovský     | Tatra | 60:04:29 | + 5:04:01  |
| 7     | Hans Stacey      | Detlef Ruf Bernard der Kinderen       | Iveco | 60:15:25 | + 5:14:57  |
| 8     | René Kuipers     | Moisès Torrallardona Jan van der Vaet | MAN   | 61:31:36 | + 6:31:08  |
| 9     | Marcel van Vliet | Marcel Pronk Artur Klein              | MAN   | 62:07:21 | + 7:06:53  |
| 10    | Pep Vila         | Peter van Eerd Xavi Colomé Roqueta    | Iveco | 62:54:03 | + 7:53:35  |

## Muertes en el rally
El jueves 9 de enero falleció el piloto belga de motos Eric Palante de 50 años, cuyo cuerpo sin vida fue encontrado en la mañana del día siguiente. Ese mismo día, fallecieron dos periodistas cordobeses que cubrían el rally en la provincia de Catamarca al volcar su vehículo. Ellos no estaban acreditados oficialmente ante los organizadores.

## Denuncias por daños al patrimonio arqueológico
Como en ediciones anteriores, el rally Dakar fue objeto de denuncias por daño al patrimonio arqueológico, específicamente en Chile. De acuerdo a la vicepresidenta del Colegio de Arqueólogos de este país, Paola González, el rally provocó la destrucción de 250 sitios documentados en el norte de Chile, por lo que desde el 2012 dicha entidad ha estado solicitando que el evento «sea sometido a un Estudio de Evaluación de Impacto Ambiental». Sin embargo, los recursos legales han sido desestimados por la justicia chilena en contra del Rally Dakar.